# Artashumara
Artashumara was een Hurritische troonpretendent van Mitanni in de 14e eeuw v.Chr. Zijn bewind was zeer kort, als hij al ooit de troon heeft kunnen bestijgen, doordat hij werd vermoord door een militair officier genaamd Utkhi. Hij werd opgevolgd door zijn jongere broer Tushratta.

## Voetnoten
1. ↑  EA 17.
2. ↑  Artzi, P., "The Diplomatic Service in Action: The Mitanni File”, in: R. Cohen and R. Westbrook (eds.): Amarna Diplomacy: The Beginnings of International Relations, Baltimore, London: 205–211, 2000

## Verder lezen
- J. Friederich, art. Artaššumara, in E. Von Ebeling - B. Meissner - E. Weidner (edd.), Reallexikon der Assyriologie und vorderasiatischen Archaologie: A - Bepaste, Berlijn - New York, 1928, p. 158.
- G. Wilhelm, The Hurrians, Warminster, 1989, p. 30.